# Hrvoje Vuković

Hrvoje Vuković (nascido em 25 de julho de 1979 na cidade de Split) é um futebolista croata. Joga atualmente pelo Alemannia Aachen.